# ダクシナ
ダクシナ（サンスクリット: dakṣiṇa）は「南、南の」という意味であるが、タントラにおける右道の概念およびヴェーダ教における僧侶、霊的指導者または教師にあてた、その教授に対する寄進または支払いという概念のことも指す。

## 語源と説明
ヴェーダ教の概念としては、元来、牛が寄進されていた（Kātyāyana Śrautasūtraの第15節およびLāṭyāyana Śrautasūtraの第8.1.2節による）。用語自体はここから採られているものの、リグ・ヴェーダにおいては、女性形のdakṣiṇāは、繁殖および牛乳の産出が可能な牛（多産の牛、乳牛）を指す用語であった。
リグ・ヴェーダ第1巻の讃歌18.5および第10巻の讃歌103.8において、ダクシナは、ブリハスパティ、インドラおよびソーマと共に、女神として擬人化され、en:Anukramaniによれば、リグ・ヴェーダ第10巻讃歌107の作者であるとされている。
後年の文学、マヌ法典およびラーマーヤナにおいては、dakshinaという語はより一般的な「感謝」または「贈与」という意味となっている。

## グル・ダクシナ
グル・ダクシナ（Gurudakshina）とは、一定の学習期間の後にまたは正式な教育の完了後に、教師もしくはグルまたは霊的指導者に対し支払いを行うという伝統である。この伝統は、謝意、尊敬および感謝のひとつであり、教師と生徒の間の互恵および交換の一形態である。支払いは金銭によるものに限られず、教師が生徒に対し達成してほしいと考える特別な課題の遂行という形をとることもある。

## インドの叙事詩におけるダクシナ
インドの叙事詩マハーバーラタには、Ekalavyaという人物に関しての、適切なグル・ダクシナと不適切なグル・ダクシナについての象徴的な物語が綴られている。この物語は、部族の少年の、弓術を習得したいという情熱に関するものである。
Ekalavyaの物語は、マハーバーラタに綴られた多くの物語のように、教育、個人の習得への情熱ならびに適切なダクシナおよび不適切なダクシナとは何かということについての、結論のない寓話である。 叙事詩マハーバーラタにおいて、グル・ダクシナによりEkalavyaの右手の親指を手に入れたのち、Dronaは霊にとりつかれ、Ekalavyaの親指を要求したことは正しかったのかと自問自答するようになる。Ekalavyaは、4本指の右手と左手で弓術を習得しなおし、それによって強力な戦士となり、王として受け入れられ、自らの子供たちに対し、教育は皆のためのものであり、いかなる者に対しても教育の扉を閉ざすことは誰にもできないと説く。

## 参照
- グルシシャの伝統（en:Guru–shishya tradition）